# Kaj Andersen
Kaj Andersen (* 11. August 1899; † im 20. Jahrhundert) war ein dänischer Badmintonspieler und Leichtathlet. 

## Karriere
Kaj Andersen startete in der Leichtathletik für AIK 95 sowie Sparta IF und im Badminton für den Københavns BK. Als Leichtathlet gewann er im Stabhochsprung 1929 Gold, 1931 Silber sowie 1923, 1924 und 1926 Bronze bei den nationalen Titelkämpfen. Im Badminton siegte er 1931 bei den erstmals ausgetragenen dänischen Meisterschaften. Einen weiteren Titel erkämpfte er sich zwei Jahre später.